# 34498 Aaronhannon
34498 Aaronhannon è un asteroide della fascia principale. Scoperto nel 2000, presenta un'orbita caratterizzata da un semiasse maggiore pari a 2,7913203 au e da un'eccentricità di 0,1471292, inclinata di 1,96236° rispetto all'eclittica.